# Ennedi
L'Ennedi, o altopiano dell'Ennedi, è un vasto altopiano situato nel Ciad settentrionale, nella sezione sahariana; dà il nome alla regione omonima.
Formato prevalentemente da arenarie, ha un clima meno secco delle circostanti pianure (a causa dell'elevata quota media, che porta clima meno caldo e minore evaporazione); ospita in alcune sue sezioni una rara fauna che si ritiene fosse quella tipica del Sahara ai tempi di climi più umidi.